# تشارلز دبليو. إف. ديك
تشارلز دبليو. إف. ديك هو محامي وسياسي أمريكي، ولد في 3 نوفمبر 1858 في آكرون في الولايات المتحدة، وتوفي بنفس المكان في 13 مارس 1945. نشط حزبياً في الحزب الجمهوري.

## مناصب
- انتخب عضو مجلس الشيوخ الأمريكي [الإنجليزية]‏ عن دائرة Ohio Class 1 senate seat ‏ وقد انضم خلال فترته النيابية [الإنجليزية]‏ (4 مارس 1909 – 4 مارس 1911) للكتلة البرلمانية الحزب الجمهوري.
- انتخب عضو مجلس الشيوخ الأمريكي [الإنجليزية]‏ عن دائرة Ohio Class 1 senate seat ‏ وقد انضم خلال فترته النيابية [الإنجليزية]‏ (4 مارس 1907 – 4 مارس 1909) للكتلة البرلمانية الحزب الجمهوري.
- انتخب عضو مجلس الشيوخ الأمريكي [الإنجليزية]‏ عن دائرة Ohio Class 1 senate seat ‏ وقد انضم خلال فترته النيابية [الإنجليزية]‏ (4 مارس 1905 – 4 مارس 1907) للكتلة البرلمانية الحزب الجمهوري.
- انتخب عضو مجلس الشيوخ الأمريكي [الإنجليزية]‏ عن دائرة Ohio Class 1 senate seat ‏ وقد انضم خلال فترته النيابية [الإنجليزية]‏ (23 مارس 1904 – 4 مارس 1905) للكتلة البرلمانية الحزب الجمهوري.
- انتخب عضو مجلس النواب الأمريكي عن دائرة Ohio's 19th congressional district [الإنجليزية]‏ (8 نوفمبر 1898 – 23 مارس 1904).
- انتخب عضو مجلس الشيوخ الأمريكي [الإنجليزية]‏ (23 مارس 1904 – 3 مارس 1911).